# Hans Köppen (Landrat)
Hans Köppen (* um 1848; † 1888) war ein deutscher Verwaltungsbeamter.

## Leben
Hans Köppen studierte Rechtswissenschaften an der Ruprecht-Karls-Universität Heidelberg. 1867 wurde er Mitglied des Corps Vandalia Heidelberg. Nach dem Studium trat er in den preußischen Staatsdienst ein. Von 1880 bis zu seinem Tod 1888 war er Landrat des Kreises Waldbröl. Beim preußischen Militär erreichte er den Dienstgrad Rittmeister.